# Godwill Mamhiyo
Godwill Mamhiyo (ur. 13 maja 1992) – zimbabweński gracz pierwszej klasy krykieta. Obecnie gra dla Metabeleland Tuskers.